# Boarmia glaucocinctodes
Boarmia glaucocinctodes là một loài bướm đêm trong họ Geometridae.